# Уда (Нара)
Уда (яп. 宇陀市, うだし, уда сі ) — місто в Японії, у північно-східній частині префектури Нара.
Засноване 1 січня 2006 року шляхом злиття таких населених пунктів:
- містечка Оуда повіту Уда (宇陀郡大宇陀町),
- містечка Утано (菟田野町),
- містечка Хаїбара (榛原町),
- села Муроу (室生村).

Уда лежить на території Яматоської височини, в місцевості, що з 7 століття відома як Уда. Місто оточують гірські ліси, в яких стародавні японські монархи і аристократи проводили полювання.
Основою економіки Уда є сільське господарство та лісництво. Також розвинений туризм. Головними пам'ятками Уди є буддистські монастирі Муроудзі 8 століття і Онодера 7 століття, а також святилище Уда-Мікумарі 7 століття.